# Reẕāābād-e Mīān Volān
Reẕāābād-e Mīān Volān (persiska: چِقالَكان, چغال کان, Chīālekān, Chaghāl Kān, رضا آباد میان ولان) är en ort i Iran.   Den ligger i provinsen Lorestan, i den västra delen av landet, 400 km sydväst om huvudstaden Teheran. Reẕāābād-e Mīān Volān ligger 1 565 meter över havet och antalet invånare är 122.
Terrängen runt Reẕāābād-e Mīān Volān är kuperad åt sydost, men åt nordväst är den platt.Runt Reẕāābād-e Mīān Volān är det ganska tätbefolkat, med 72 invånare per kvadratkilometer. Närmaste större samhälle är Aleshtar, 4,3 km nordost om Reẕāābād-e Mīān Volān. Trakten runt Reẕāābād-e Mīān Volān består till största delen av jordbruksmark.